# 豐田市站
豐田市站（日语：／ Toyotashi eki */?）是一個位於日本愛知縣豐田市若宮町一丁目，名古屋鐵道三河線的鐵路車站。車站編號是MY07。

## 車站構造
側式月台、島式月台2面3線的高架車站。
| 月台 | 路線           | 方向 | 目的地                   | 備註           |
| ---- | -------------- | ---- | ------------------------ | -------------- |
| 1    | 三河線（山線） | 下行 | 往猿投                   |                |
| 1    | 豐田線         | -    | 地下鐵伏見、上小田井方向 | 只限一部分列車 |
| 2    | 豐田線         | -    | 地下鐵伏見、上小田井方向 |                |
| 3    | 三河線（山線） | 上行 | 往知立                   |                |

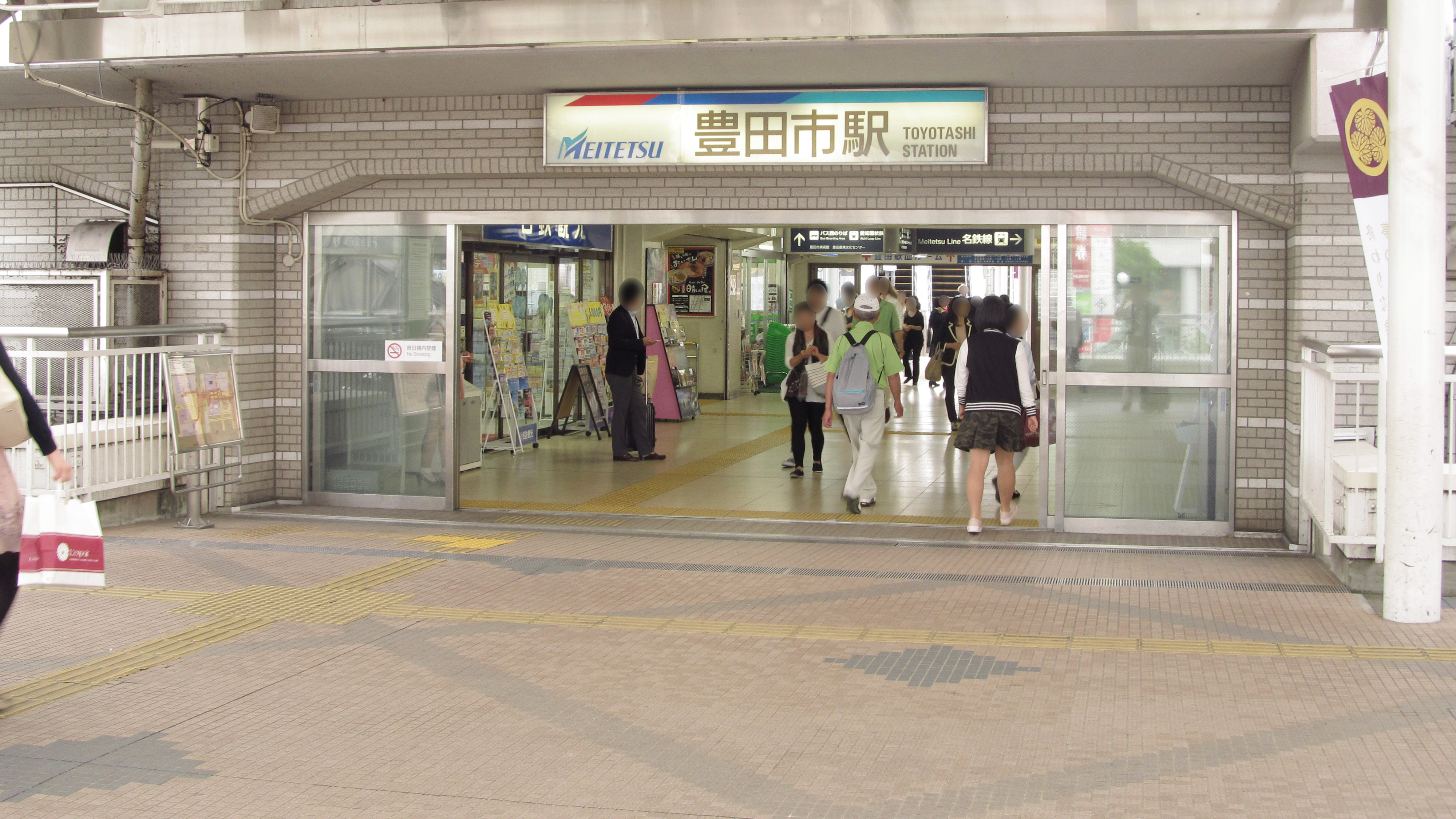
東口
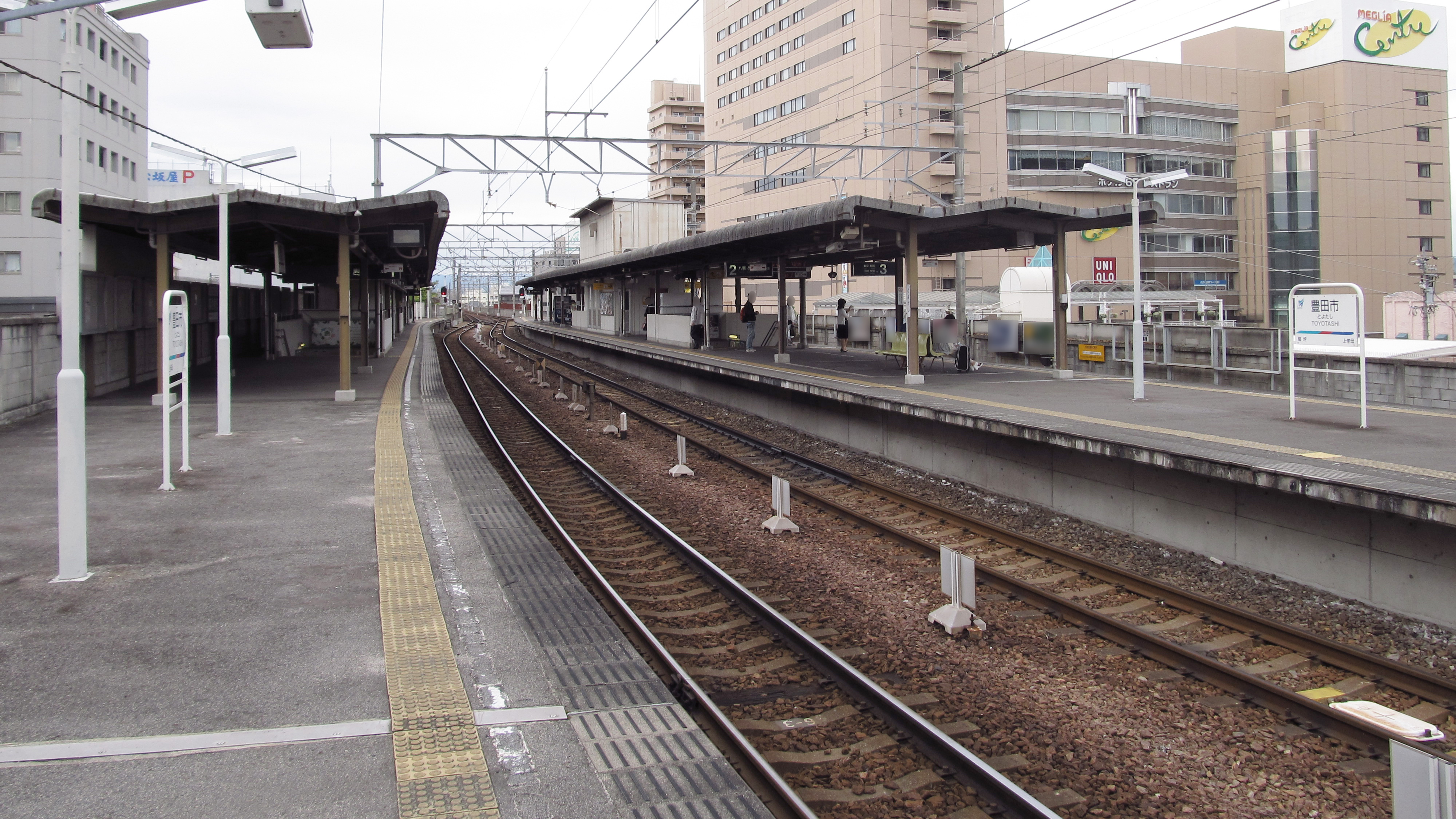
月台
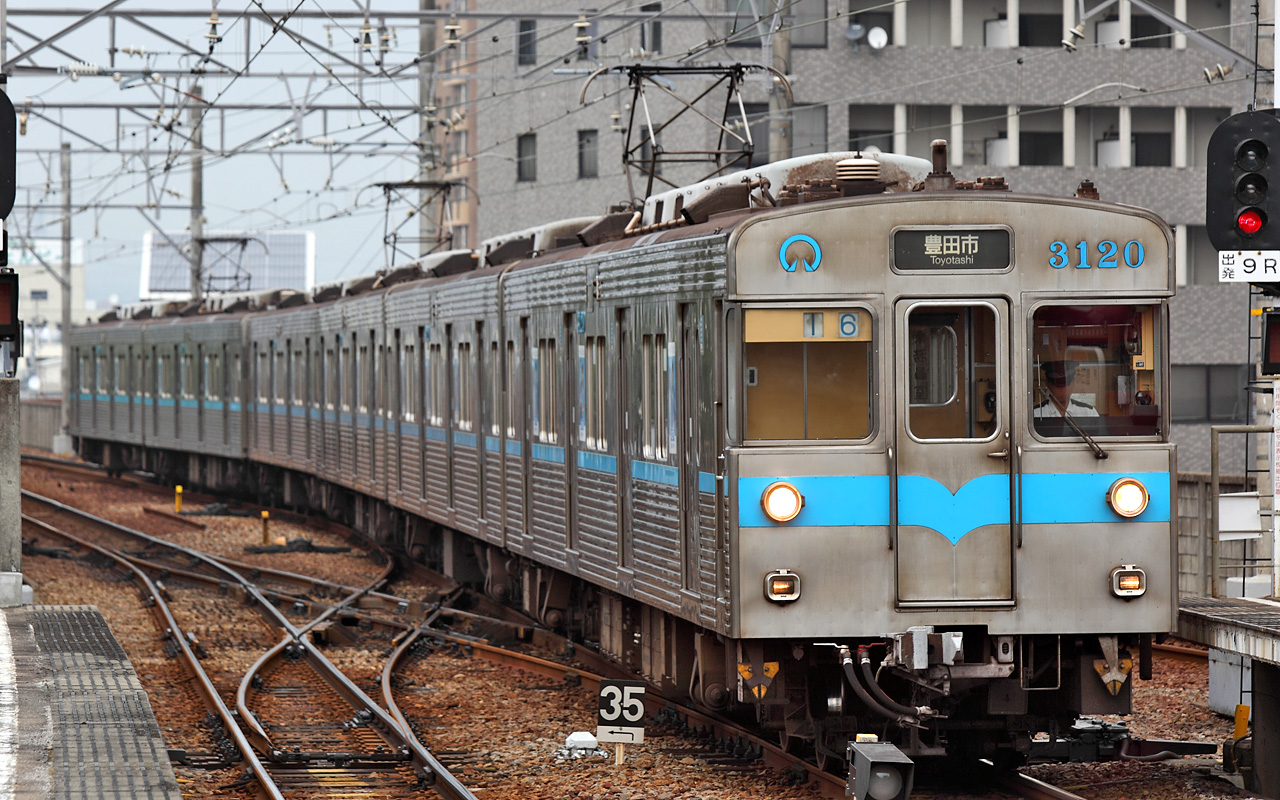
進入豐田市站的名古屋市營地下鐵鶴舞線列車（3000型（日语：名古屋市交通局3000形電車 (鉄道)））
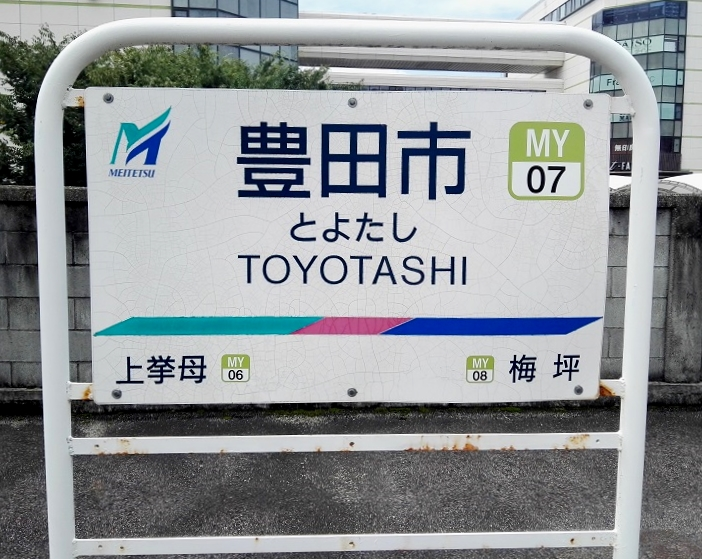
站名牌

### 配線圖
| ← 猿投、 赤池方向 | 豐田市站 構內配線略圖 | → 知立方向 |
| 图例 参考文献：   |                       |            |

## 使用情況
| 年度               | 1日平均 上下車人次 |
| ------------------ | ------------------ |
| 2003年（平成15年） | 25,757             |
| 2004年（平成16年） | 26,266             |
| 2005年（平成17年） | 26,825             |
| 2006年（平成18年） | 27,075             |
| 2007年（平成19年） | 28,556             |
| 2008年（平成20年） | 29,157             |
| 2009年（平成21年） | 27,465             |
| 2010年（平成22年） | 28,005             |
| 2011年（平成23年） | 28,583             |
| 2012年（平成24年） | 29,183             |
| 2013年（平成25年） | 30,660             |
| 2014年（平成26年） | 30,860             |
| 2015年（平成27年） | 32,946             |
| 2016年（平成28年） | 34,055             |
| 2017年（平成29年） | 35,081             |
| 2018年（平成30年） | 36,114             |

## 相鄰車站
名古屋鐵道
 三河線（山線）
梅坪（MY08）－豐田市（MY07）－上舉母（MY06）

### 來源
1. 1 2  清水武. . 鉄道ピクトリアル (電気車研究会). 1971-01, 246: 64.
2. 1 2  太田貴之. . 鉄道ピクトリアル (電気車研究会). 2009-03, 816: 38.
3. ↑  三河線 路線・駅情報 - 電車のご利用案内 （页面存档备份，存于）、2019年7月14日閲覧
4. 1 2 3  駅時刻表：名古屋鉄道・名鉄バス （页面存档备份，存于）、2018年2月24日閲覧
5. ↑  電気車研究会、『鉄道ピクトリアル』通巻第816号 2009年3月 臨時増刊号 「特集 - 名古屋鉄道」、巻末折込「名古屋鉄道 配線略図」
6. ↑  豊田市統計書 （页面存档备份，存于） - 豊田市

## 外部連結
- 豐田市 - 名古屋鐵道